# Саплицкий, Леонид Николаевич
Леонид Николаевич Саплицкий (р. 29 июля 1959) — сельскохозяйственный деятель, Герой Российской Федерации (2009).

## Биография
Леонид Саплицкий родился 29 июля 1959 года в деревне Морозовичи (ныне — Буда-Кошелёвский район Гомельской области Белоруссии). Окончил среднюю школу, Беседский сельскохозяйственный техникум по специальности "Зоотехния" и заочно зооинженерный факультет Ленинградского сельскохозяйственного института. Работал сначала бригадиром различных сельскохозяйственных предприятий в Ленинградской области. С 1985 года занимал должность главного зоотехника племенного завода «Рабитицы», с 1990 года — директора совхоза.
В 1996 году Саплицкий вернулся на завод «Рабитицы» в качестве его генерального директора. За годы его руководства этим предприятием завод стал уникальным для России по технологической оснащённости. Так, средние надои молока по заводу примерно в 2 раза выше общероссийского уровня. Аналогично и с продуктами растениеводства. В настоящее время завод Саплицкого уверенно входит в десятку ведущих предприятий сельского хозяйства Ленинградской области. С июля 2008 года Саплицкий также занимает пост главы Ассоциации производителей молока Ленинградской области. Когда на заводе возник пожар, Саплицкий сумел его спасти, проявив личное мужество и героизм.
Указом Президента Российской Федерации от 7 октября 2009 года за «проявленные героизм и самоотверженность при спасении животноводческого комплекса от огня» Леонид Саплицкий был удостоен высокого звания Героя Российской Федерации с вручением медали «Золотая Звезда».
Продолжает работу на своей должности.
Заслуженный работник сельского хозяйства Российской Федерации.